# Panzerregiment 7
Het Panzerregiment 7 was een Duits tankregiment van de Wehrmacht tijdens de Tweede Wereldoorlog.

## Krijgsgeschiedenis
Panzerregiment 7 werd opgericht op 6 oktober 1936 op Oefenterrein Ohrdurf in Wehrkreis IX uit delen van de Panzerregimenten 1, 2 en 4.
Het regiment maakte vanaf mobilisatie in 1939 deel uit van de Pantserdivisie Kempf en vanaf 10 oktober 1939 deel van de 10e Pantserdivisie.
Het regiment capituleerde (met de rest van de divisie) bij Tunis aan geallieerde troepen op 12 mei 1943.

## Samenstelling bij mobilisering
- I. Abteilung met 3 compagnieën (1, 2, 3)
- II. Abteilung met 3 compagnieën (5, 6, 7)

## Wijzigingen in samenstelling
Op 30 mei 1941 werd het regiment uitgebreid tot 8 compagnieën.

Na verplaatsing naar Frankrijk in april 1942 werd een III. Abteilung toegevoegd, die echter al op 2 juni 1942 weer afgegeven werd. De oude I.Abteilung, die III.Abteilung gedoopt was, werd ingezet als III./Pz.Rgt. 36 bij de 14e Pantserdivisie.

Begin 1943 kreeg het regiment opnieuw een III.Abteilung. Dit was eigenlijk de schwere Panzer-Abteilung 501 (uitgerust met de Tiger I), die in het Duitse Veldpostoverzicht fout werd ingevoerd als III./Pz.Rgt. 17. Twee van de drie compagnieën van deze Abteilung gingen mee naar Tunesië.

## Opmerkingen over schrijfwijze
- Abteilung is in dit geval in het Nederlands een tankbataljon.
- II./Pz.Rgt. 7 = het 2e Tankbataljon van Panzerregiment 7

## Commandanten
| Rang                                                                    | Naam                         | Begin            | Eind               |
| ----------------------------------------------------------------------- | ---------------------------- | ---------------- | ------------------ |
| Oberst                                                                  | Franz Landgraf               | 6 oktober 1936   | 15 oktober 1939    |
| Oberstleutnant Oberst vanaf 1 november 1940)                            | Bruno Ritter von Hauenschild | 15 oktober 1939  | 12 april 1941      |
| Oberstleutnant                                                          | Theodor Keyser               | 12 april 1941    | 12 november 1941 † |
| Major Oberstleutnant (vanaf 1 januari 1942) Oberst (vanaf 1 april 1942) | Rudolf Gerhard               | 12 november 1941 | 23 maart 1943      |

Oberstleutnant Theodor Keyser sneuvelde in zijn Panzerbefehlswagen oostelijk van Volokolamsk in een gevecht met de 4e Sovjet-Tankbrigade.

Oberst Rudolf Gerhardt raakte gewond en werd uit Tunesië geëvacueerd.
Panzerregiment 1 · Panzerregiment 2 · Panzerregiment 3 · Panzerregiment 4 · Panzerregiment 5 · Panzerregiment 6 · Panzerregiment 7 · Panzerregiment 8 · Panzerregiment 9 · Panzerregiment 10 · Panzerregiment 11 · Panzerregiment 15 · Panzerregiment 16 · Panzerregiment 17 · Panzerregiment 18 · Panzerregiment 21 · Panzerregiment 22 · Panzerregiment 23 · Panzerregiment 24 · Panzerregiment 25 · Panzerregiment 26 · Panzerregiment 27 · Panzerregiment 28 · Panzerregiment 29 · Panzerregiment 31 · Panzerregiment 33  · Panzerregiment 35 · Panzerregiment 36 · Panzerregiment 39 · Panzerregiment 69 · Panzerregiment 80 · Panzerregiment 100 · Panzerregiment 101 · Panzerregiment 102 · Panzerregiment 116 · Panzerregiment 118 · Panzer-Lehr-Regiment 130 · Panzerregiment 201 · Panzerregiment 202 · Panzerregiment 203 · Panzerregiment 204 · Schweres Panzer-Regiment Bäke · Panzerregiment Brandenburg · Panzerregiment Coburg · Panzerregiment Feldherrnhalle · Panzerregiment Feldherrnhalle 2 · Panzerregiment Hermann Göring · Panzerregiment Großdeutschland · Panzerregiment Kurmark · Panzerregiment von Lauchert · Panzerregiment Major Rettemeier · Fallschirm-Panzerregiment 1 · Fallschirm-Panzerregiment 21 · SS-Panzerregiment 1 LSSAH · SS-Panzerregiment 2 · SS-Panzerregiment 3 · SS-Panzerregiment 5 · SS-Panzerregiment 9 · SS-Panzerregiment 10 · SS-Panzerregiment 11 · SS-Panzerregiment 12